# Trithuria austinensis
Trithuria austinensis är en näckrosart som beskrevs av D.D.Sokoloff, Remizowa, T.D.Macfarl. och Rudall. Trithuria austinensis ingår i släktet Trithuria och familjen Hydatellaceae.
Artens utbredningsområde är Western Australia. Inga underarter finns listade i Catalogue of Life.